# Regata de Poughkeepsie
A Regata de Poughkeepsie (em inglês:  Poughkeepsie Regatta) foi a regata do campeonato anual da Intercollegiate Rowing Association (IRA) quando era realizada em Poughkeepsie, Nova Iorque, de 1895 a 1949.

## História

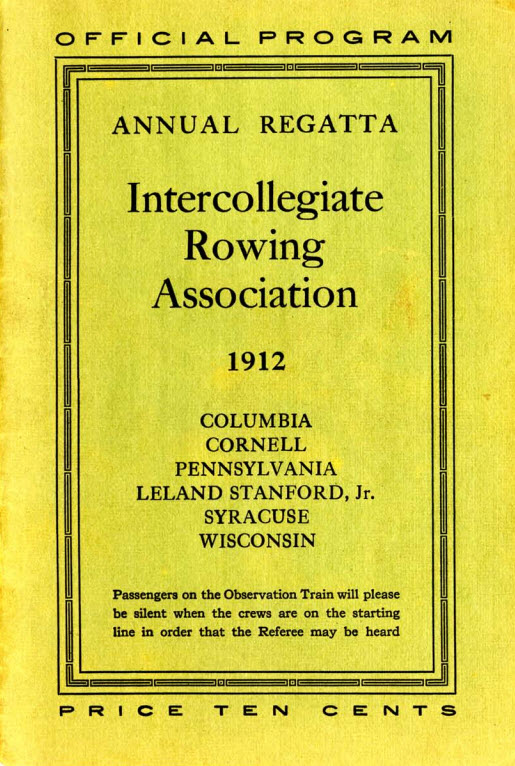
Capa do programa da regata de Poughkeepsie de 1912

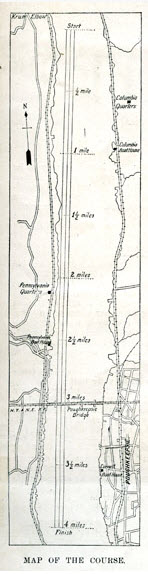
Percurso de 1895

A IRA foi estabelecida por Cornell, Columbia e Pensilvânia em 1891, o terceiro ano de sua corrida no rio Thames em New London, Connecticut. Lá, Harvard e Yale, a partir de 1878, estabeleceram e mantiveram "A Corrida" como uma competição frente a frente exclusiva. A recém-formada IRA "deixou New London frustrada e enojada" no ano seguinte e selecionou um local permanente para sua própria regata anual em junho de 1895.
A primeira corrida da IRA foi realizada em junho de 1895, no rio Hudson, em Poughkeepsie, com uma equipe universitária de oito da Cornell, Columbia e Pensilvânia competindo. Cornell venceu com o tempo de 21m25s0. O percurso era de quatro milhas retas, com largura suficiente para 20 barcos. Em 1899 havia 48 carros no trem de observação que acompanhava lentamente a corrida como "uma arquibancada móvel" (nas alturas  acima do rio). As pessoas logo nomearam a regata do campeonato em homenagem à localização permanente e o nome Poughkeepsie Regatta foi usado na capa do programa oficial de 1922.
Nos primeiros anos, as faculdades do leste dominaram a corrida. Normalmente, apenas uma corrida universitária de oito de quatro milhas era realizada, mas se houvesse equipes suficientes inscritas, havia também uma corrida de calouros de duas milhas, e ocasionalmente, uma corrida universitária de quatro. Eventualmente, isso evoluiu para um formato que incluía uma corrida anual de calouros de duas milhas, seguida por uma corrida universitária júnior de três milhas, e finalmente a corrida universitária de quatro milhas. Em 1923, a Universidade de Washington se tornou a primeira equipe de remo do oeste a vencer a regata de Poughkeepsie. A partir desse ano, as faculdades do oeste participantes, nomeadamente a Universidade de Washington e a Universidade da Califórnia, tornaram-se um fator dominante. Elas ficaram consistentemente entre os três primeiros e, na maioria das vezes, venceram. A Universidade de Washington tornou-se a primeira e única escola a vencer a regata por dois anos consecutivos.

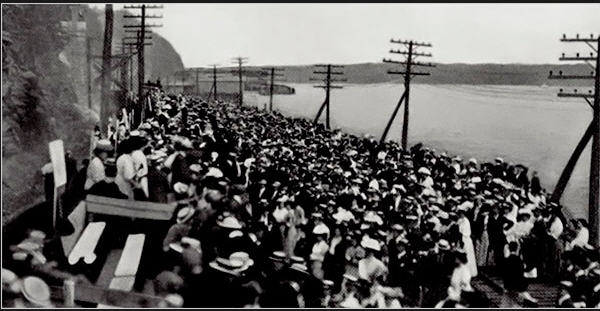
Espectadores na regata de Poughkeepsie de 1907

A regata tornou-se "o maior evento esportivo de um dia na América" no início do século XX, o ponto culminante de uma semana de regatas de "carnaval" em ambos os lados do rio. Todo mês de junho, dezenas de milhares de espectadores afluíram a Poughkeepsie para assistir às corridas. Eles cobriam as margens próximas ao rio, muitos esperando o dia todo, fazendo piqueniques em cobertores, para garantir uma boa visão. Os trilhos da ferrovia no lado oeste do rio tinham um trem plano que continha arquibancadas de onde os espectadores podiam assistir à corrida. À medida que as equipes subiam o rio, o trem os acompanhava, proporcionando às pessoas a bordo a melhor visão possível. Centenas de barcos, iates e, ocasionalmente, até contratorpedeiros da Marinha navegavam para Poughkeepsie, e atracavam nas margens do rio para assistir ao evento. A cidade de Poughkeepsie ganhava vida no dia da regata, com desfiles, bandas, vendedores e faixas. Além disso, flâmulas coloridas exibindo as cores da escola de todos os participantes voavam por toda parte. A regata foi amplamente coberta por repórteres de jornais e, com o passar do tempo, foi até transmitida por estações de rádio locais e nacionais. Mas as multidões, os aplausos, os repórteres, os desfiles e as flâmulas não foram as razões pelas quais a regata se tornou tão popular; a explicação estava nas façanhas físicas das equipes de remo. Correr a toda velocidade por quatro milhas exigia uma quantidade impressionante de força, habilidade e resistência que era inspirador assistir.
Após 55 anos, a regata da IRA mudou em 1950 para Marietta (Ohio); em 1952 para Syracuse (Nova Iorque); e em 1995 para Camden (Nova Jérsia).[carece de fontes?] Harvard e Yale permaneceram auto-segregadas por um século, muito depois de o campeonato da IRA ter deixado Poughkeepsie e o rio Hudson.

## Renascimento
A Associação de Remo do Rio Hudson "deu as boas-vindas" à regata de Poughkeepsie em outubro de 2008, realizando corridas em oito classificações de 2,3 milhas do percurso tradicional.
Em outubro de 2009, para comemorar o quadricentenário da exploração do rio Hudson por Henry Hudson, o Marist College organizou uma reconstituição da regata de Poughkeepsie no Longview Park. Os competidores de 2009 incluíram Marist, Columbia, Cornell, Marinha, Pensilvânia, Syracuse, Exército e Vassar College. Houve uma repetição em 2010 e um cancelamento causado por mau tempo em 2011. A rendição de setembro de 2012 foi chamada de "anual" pelo Marist.